# منتخب كولومبيا لكأس ديفيز
منتخب كولومبيا لكأس ديفيز (بالإسبانية: Equipo de Copa Davis de Colombia)‏ هو ممثل كولومبيا الرسمي في كرة المضرب في كأس ديفيز.